# Лукашевич, Клавдия Владимировна
Кла́вдия Влади́мировна Лукаше́вич (по первому мужу Лукашевич, по второму мужу Хмы́зникова, урожд. Мирец-Имшенецкая; 11 [23] декабря 1859, Санкт-Петербург — 16 февраля 1931, Ростов-на-Дону) — русская детская писательница, педагог-практик.

## Биография
Родилась в Санкт-Петербурге в семье обедневшего украинского помещика. Училась в Мариинской женской гимназии, брала уроки музыки и рисования. С 1871 года давала уроки, занималась перепиской.
Вышла замуж после окончания гимназии в 1878 году. В 1885—1890 годы жила в Иркутске по месту службы первого мужа Константина Францевича Лукашевича, где начала преподавать. Имела четверых детей. В 1890 году после смерти мужа и старшей дочери Елены (подробно об этом в автобиографическом рассказе "Ясное солнышко") переехала в Санкт-Петербург, где устроилась на службу в правление Юго-Восточных железных дорог. Здесь вышла замуж за надворного советника Константина Васильевича Хмызникова, управляющего петербургской конторой Алапаевских горных заводов. В этом браке родился её пятый ребёнок - сын Павел Константинович Хмызников (1896—1943) — доктор географических наук, гидрограф, участник Ленской экспедиции Матиссена-Евгенова.
В начале XX века была единственным автором для детей, по популярности конкурировавшим с Лидией Чарской. Свою соперницу значительно превосходила по плодовитости и, по словам Н. Чехова, публиковала раза в два больше, чем следовало бы; к 1908 г. тираж её произведений перевалил за полтора миллиона. В сентябре 1906 года стала восприемницей новорожденного Дмитрия Шостаковича и привила маленькому Дмитрию любовь к чтению.
В годы Первой мировой войны (на которой, в ноябре 1916 г. погиб её сын Вячеслав Константинович Лукашевич (1886-1916)) устроила приют для детей воинов, ушедших на фронт. В лазарете содержала на свои средства палату для раненых.
Умерла в Ростове-на-Дону 16 февраля 1931 года.

## Творчество
В Мариинской женской гимназии выпускала рукописный журнал «Звезда», в котором помещала свои стихи и поэмы. Первая публикация — стихотворение «Памяти императора Александра II» — состоялась 7 марта 1881 года в журнале «Детское чтение» за подписью «Гимназистка».
Писала исключительно для детей — рассказы, повести, сказки, пьесы, биографии известных людей (В. А. Жуковского, Ф. П. Гааза и др.), составляла хрестоматии, сборники для чтения, занятий, развлечений, календари, сборники к семейным и школьным праздникам, посвящённые юбилеям писателей, историческим событиям.
Сотрудничала в «Биржевых ведомостях», печатала рассказы в «Детском чтении», «Игрушечке», «Задушевном слове», «Роднике», «Семейных вечерах», «Всходах», «Юном читателе» и других детских журналах того времени. В 1914 и 1918 гг. опубликовала два тома воспоминаний.
Произведения К. В. Лукашевич проникнуты любовью к детям, желанием пробудить в них человечность, трудолюбие, внимание к окружающему миру. В отличие от Чарской, свои произведения она адресовала сельским жителям младшего школьного возраста; рассудительно и медленно рассказывала про близкие им предметы — «про няньку Аксютку да про птичницу Агафью».
В 1921 году Наркомпрос РСФСР счёл произведения Лукашевич не соответствующими духу времени, а через два года они начали изыматься из библиотек. В СССР её произведения считались проникнутыми мелкобуржуазной моралью и не представляющими художественной ценности. Декларировалось, что им присущи «сентиментальность, дидактичность, шаблонность ситуаций, схематичность характеров».

## Признание
- Премия Фребелевского общества (1889) — за рассказ «Макар»[10].
- Премия Фребелевского общества (1893) — за рассказ «Птичница Агафья»[10].
- Премия Фребелевского общества (1896) — за рассказ «Рыбка-колюшка-резвушка»[10].
- Премия Фребелевского общества (1897) — за рассказ «Аксютка-нянька»[10].